# Olkisaari (ö i Norra Karelen, Joensuu, lat 62,75, long 29,19)
Olkisaari är en ö i Finland. Den ligger i sjön Viinijärvi och i kommunen Outokumpu i den ekonomiska regionen  Joensuu ekonomiska region  och landskapet Norra Karelen, i den sydöstra delen av landet, 400 km nordost om huvudstaden Helsingfors. Öns area är 0,8 hektar och dess största längd är 150 meter i öst-västlig riktning.